# کارلوس سلفا
کارلوس سلفا (انگلیسی: Carlos Selfa؛ زادهٔ ۲۵ آوریل ۱۹۹۲) بازیکن فوتبال اهل اسپانیا است.
از باشگاه‌هایی که در آن بازی کرده‌است می‌توان به باشگاه فوتبال آلمریا اشاره کرد.